# Plopii-Slăvitești
Plopii-Slăviteşti é uma comuna romena localizada no distrito de Teleorman, na região de Muntênia. A comuna possui uma área de 49.31 km² e sua população era de 2717 habitantes segundo o censo de 2007.